# کیریابینسکویه
کیریابینسکویه (انگلیسی: Kiryabinskoye) یک شهرک در شهرستان اوچالینسکی استان باشقیرستان کشور روسیه است.